# Piñas (Ekwador)
Piñas – miasto w Ekwadorze, w prowincji El Oro, stolica kantonu Piñas.
Przez miasto przebiega droga krajowa E585.